# Unió Política Reformada
Unió Política Reformadora (neerlandès Gereformeerd Politiek Verbond, GPV) fou un partit polític neerlandès fundat el 1948 com a resultat del conflicte teològic entre les Esglésies Reformades Neerlandeses, quan el 1944 un grup de protestants va trencar amb l'Església Reformada disconforme amb la visió de Déu d'Abraham Kuyper, i en el Congrés d'Amersfoort de 1948 van fer el propi amb el Partit Antirevolucionari (ARP). Albertus Zijlstra en fou nomenat cap. Es tracta d'un partit bíblic i que defensa un estat neerlandès fortament protestant, contrari a la Unió Europea per ser un projecte catòlic, la monarquia neerlandesa és institució divina, s'oposen radicalment a la política oficial sobre l'avortament, l'eutanàsia la prostitució i el matrimoni homosexual i defensen la independència de Moluques del Sud, Irian Jaya i l'apartheid a Sud-àfrica.
L'afiliació al partit tenia com a requisit sine qua non pertànyer a la fracció reformada que representaven, cosa que els va aïllar políticament i els impedí tenir representació a les eleccions de 1948, 1952 i 1956, mentre que a les de 1959 van estar a punt de treure'n un.
A les de 1963 per fi va obtenir representació per al teòleg Pieter Jongelin, que el va mantenir a les de 1967. Un grup dissident de l'ARP, la Nationaal Evanglisch Verbond (NEV) va mantenir contactes amb ells a principis dels setanta, però la fusió fou rebutjada per la direcció del partit al no pertànyer a la mateixa confessió protestant, i aquests fundaren la Federació Política Reformada (RPF). A les eleccions de 1971 i 1972 va obtenir dos escons.
A les de 1977 Jongelin fou substituït per Verbrugh i el partit va perdre un escó. A les de 1981 el cap fou Gert Schutte, qui mantingué l'escó a les eleccions de 1982 i 1986, i va guanyar un segon a les de 1989, que va mantenir a les de 1994.
El 1993 va obrir-se a membres protestants d'altres confessions i començà a cooperar amb la RPF des de les eleccions de 1998, quan nomenaren un mateix portaveu. El 2000 es van fusionar en la Unió Cristiana, que es presentà per primer cop a les eleccions de 2002 i va obtenir 5 escons.